# FIMCAP
A Fédération Internationale des Mouvements Catholiques d'Action Paroissale (FIMCAP) a katolikus ifjúsági szervezetek nemzetközi ernyőszervezete. A FIMCAP 35 tagszövetséget tömörít 33 országban Európában, Afrikában, Ázsiában és Dél-Amerikában világszerte. 1962-ben alapították, és a Világiak Pápai Tanácsa nemzetközi katolikus szervezetként ismeri el. 

## Történelem
1959-ben francia, belga és holland katolikus ifjúsági szervezetek dolgoztak először Luzernben egy nemzetközi unió projektjén. Az első küldöttgyűlésre 1960-ban került sor Németországban, a müncheni Eucharisztikus Világkongresszus részeként. 1961 októberében tizenegy egyesület alapította, 1962 húsvétján pedig hivatalosan megalapították a FIMCAP-ot. Miután a Világiak Pápai Tanácsa 1976-ban elismerte, a Fimcap "nemzetközi katolikus szervezet", és így tagja a Tanács Konferenciájának.

## Tevékenységek
Háromévente a FIMCAP megszervezi a "World Camp"ot, egy nemzetközi ifjúsági tábort. Európai szinten cseretervezetek zajlanak a tagszövetségek egyes csoportjai között ("Roundabouts"), európai csoportvezetői képzések ("EuroCourse") és az "Euroclass", egy tíz hónapos nemzetközi ifjúsági vezetői tanfolyam.
Az egyesületek között partnerségek vannak. November 20-án minden tagegyesületben "Fimcap Day" kerül sor, amelyen a helyszínen megtapasztalják a katolikus ifjúsági egyesületi munka nemzetközi dimenzióját.

## Fordítás
Ez a szócikk részben vagy egészben  a   Fimcap című német Wikipédia-szócikk ezen változatának fordításán alapul.  Az eredeti cikk szerkesztőit annak laptörténete sorolja fel. Ez a jelzés csupán a megfogalmazás eredetét és a szerzői jogokat jelzi, nem szolgál a cikkben szereplő információk forrásmegjelöléseként.